# Momotus coeruliceps
A Momotus coeruliceps a madarak osztályának verébalakúak (Passeriformes) rendjébe és a motmotfélék (Momotidae) családjába tartozó faj.

## Rendszerezése
A fajt John Gould angol ornitológus írta le 1836-ban, a Prionites nembe Prionites coeruliceps néven. Egyes szervezetek szerint a diadémmotmot (Momotus momota) alfaja Momotus momota coeruliceps néven.

## Előfordulása
Mexikó keleti részén honos. Természetes élőhelyei a szubtrópusi és trópusi síkvidéki és hegyi esőerdők, lombhullató erdők és tengerpartok, valamint legelők, ültetvények és vidéki kertek. Állandó, nem vonuló faj.

## Megjelenése
Testhossza 38–43 centiméter.

## Természetvédelmi helyzete
Az elterjedési területe kicsi, egyedszáma  20000-49999 példány közötti, viszont csökken, de még nem éri el a kritikus szintet. A Természetvédelmi Világszövetség Vörös listáján nem fenyegetett fajként szerepel.